# Гексаброморенит калия
Гексаброморенит калия — неорганическое соединение, комплексная соль, бромиды металлов калия и рения с формулой K2[ReBr6],
тёмно-красные кристаллы,
гидролизуется в водных растворах.

## Получение
- Сплавление рения с бромидом калия в токе паров брома:

{\displaystyle {\mathsf {Re+2KBr+2Br_{2}\ {\xrightarrow {T}}\ K_{2}[ReBr_{6}]}}}
- Действие бромистоводородной кислоты на смесь бромида калия с оксидом рения(VI):

{\displaystyle {\mathsf {ReO_{2}+2KBr+4HBr\ {\xrightarrow {}}\ K_{2}[ReBr_{6}]+2H_{2}O}}}
- Восстановление перрената калия иодидом калия в концентрированной бромистоводородной кислоты:

{\displaystyle {\mathsf {2KReO_{4}+6KI+16HBr\ {\xrightarrow {}}\ 2K_{2}[ReBr_{6}]+4KBr+3I_{2}+8H_{2}O}}}

## Физические свойства
Гексаброморенит калия образует тёмно-красные кристаллы.

## Химические свойства
- Гидролизуется в нейтральных растворах:

{\displaystyle {\mathsf {K_{2}[ReBr_{6}]+2H_{2}O\ {\xrightarrow {}}\ ReO_{2}\downarrow +2KBr+4HBr}}}